# Lukáš Dlouhý
Lukáš Dlouhý, né le 9 avril 1983 à Písek, est un joueur de tennis tchèque, professionnel de 2001 à 2016.
C'est un excellent joueur de double, ayant notamment remporté le tournoi de Roland-Garros 2009 et l'US Open 2009 avec l'Indien Leander Paes.

## Parcours dans les tournois duGrand Chelem

### En simple
| Année | Open d'Australie | Open d'Australie | Internationaux de France | Internationaux de France | Wimbledon       | Wimbledon   | US Open         | US Open  |
| ----- | ---------------- | ---------------- | ------------------------ | ------------------------ | --------------- | ----------- | --------------- | -------- |
| 2005  | —                | —                | 2e tour (1/32)           | M. Safin                 | —               | —           | —               | —        |
| 2006  | 1er tour (1/64)  | P. Kohlschreiber | 3e tour (1/16)           | T. Robredo               | 2e tour (1/32)  | J. Björkman | 1er tour (1/64) | J. Hájek |
| 2007  | 2e tour (1/32)   | R. Štěpánek      | 1er tour (1/64)          | P. Kohlschreiber         | 1er tour (1/64) | A. Delić    | —               | —        |
| 2008  | 1er tour (1/64)  | A. Roddick       | —                        | —                        | —               | —           | —               | —        |

N.B. : à droite du résultat se trouve le nom de l'ultime adversaire.

### En double
| Année | Open d'Australie           | Open d'Australie         | Internationaux de France    | Internationaux de France | Wimbledon                   | Wimbledon              | US Open                       | US Open                |
| ----- | -------------------------- | ------------------------ | --------------------------- | ------------------------ | --------------------------- | ---------------------- | ----------------------------- | ---------------------- |
| 2005  | —                          | —                        | —                           | —                        | 1er tour (1/32) D. Škoch    | F. González N. Massú   | —                             | —                      |
| 2006  | 2e tour (1/16) P. Vízner   | M. Damm L. Paes          | 1/2 finale P. Vízner        | J. Björkman M. Mirnyi    | 1/4 de finale P. Vízner     | B. Bryan M. Bryan      | 2e tour (1/16) P. Vízner      | A. Clément M. Llodra   |
| 2007  | 2e tour (1/16) P. Vízner   | M. Bhupathi R. Štěpánek  | Finale P. Vízner            | M. Knowles D. Nestor     | 1/4 de finale P. Vízner     | B. Bryan M. Bryan      | Finale P. Vízner              | S. Aspelin J. Knowle   |
| 2008  | 1/8 de finale F. Čermák    | J. Erlich A. Ram         | 1/8 de finale L. Paes       | P. Cuevas L. Horna       | 1/2 finale L. Paes          | D. Nestor N. Zimonjić  | Finale L. Paes                | B. Bryan M. Bryan      |
| 2009  | 1/2 finale L. Paes         | B. Bryan M. Bryan        | Victoire L. Paes            | W. Moodie D. Norman      | 1er tour (1/32) L. Paes     | J. Blake M. Fish       | Victoire L. Paes              | M. Bhupathi M. Knowles |
| 2010  | 1/4 de finale L. Paes      | I. Karlović D. Vemić     | Finale L. Paes              | D. Nestor N. Zimonjić    | 2e tour (1/16) L. Paes      | L. Lacko S. Stakhovsky | 1er tour (1/32) L. Paes       | M. Damm F. Polášek     |
| 2011  | 1er tour (1/32) P. Hanley  | D. Marrero R. Ramírez    | 1er tour (1/32) P. Cuevas   | M. González K. Nishikori | 1/4 de finale A. Clément    | R. Lindstedt H. Tecău  | 1er tour (1/32) A. Clément    | D. Marrero A. Seppi    |
| 2012  | —                          | —                        | 2e tour (1/16) N. Mahut     | B. Bryan M. Bryan        | 1er tour (1/32) M. Mertiňák | R. Lindstedt H. Tecău  | 1er tour (1/32) A. Dolgopolov | C. Berlocq L. Mayer    |
| 2013  | 1/4 de finale D. Bracciali | B. Bryan M. Bryan        | 1er tour (1/32) R. Ram      | A. Bedene G. Žemlja      | 1er tour (1/32) R. Ram      | J. Levine V. Pospisil  | 2e tour (1/16) D. Bracciali   | T. C. Huey D. Inglot   |
| 2014  | 1er tour (1/32) L. Rosol   | L. Paes R. Štěpánek      | 1er tour (1/32) T. Bednarek | S. Bolelli F. Fognini    | 1er tour (1/32) P. Hanley   | S. González S. Lipsky  | 1er tour (1/32) M. Kližan     | J.L. Struff D. Thiem   |
| 2016  | 2e tour (1/16) Jiří Veselý | R. Bopanna Florin Mergea | —                           | —                        | —                           | —                      | —                             | —                      |

N.B. : le nom du ou de la partenaire se trouve sous le résultat ; le nom des ultimes adversaires se trouve à droite.

### En double mixte
N.B. : le nom de la partenaire se trouve sous le résultat ; le nom des ultimes adversaires se trouve à droite.

## Participation aux Masters

### En double
| Année | Ville                      | Surface    | Partenaire   | Résultats   | Résultat final    |
| ----- | -------------------------- | ---------- | ------------ | ----------- | ----------------- |
| 2007  | Shanghai, Qi Zhong Stadium | Dur indoor | Pavel Vízner | 3 m, 2v, 1d | Éliminé en poules |
| 2008  | Shanghai, Qi Zhong Stadium | Dur indoor | Leander Paes | 3 m, 0v, 3d | Éliminé en poules |
| 2009  | Londres, O2 Arena          | Dur indoor | Leander Paes | 3 m, 0v, 3d | Éliminé en poules |
| 2010  | Londres, O2 Arena          | Dur indoor | Leander Paes | 3 m, 0v, 3d | Éliminé en poules |

## Victoires sur le top 50
Toutes ses victoires sur des joueurs classés dans le top 50 de l'ATP lors de la rencontre.
| Légende      |
| Grand Chelem |
| Masters 1000 |
| 500 Series   |
| 250 Series   |

| # | L.D.   | Tournoi           | Année | Surface      | Adversaire      | Rang  | Tour     | Score                    |
| - | ------ | ----------------- | ----- | ------------ | --------------- | ----- | -------- | ------------------------ |
| 1 | no 86  | Roland-Garros     | 2006  | Terre battue | Kristof Vliegen | no 36 | 1er tour | 4-6, 6-4, 3-6, 7-65, 6-2 |
| 2 | no 86  | Roland-Garros     | 2006  | Terre battue | José Acasuso    | no 29 | 2e tour  | 4-6, 7-62, 6-3, 6-1      |
| 3 | no 84  | Wimbledon         | 2006  | Gazon        | Florent Serra   | no 36 | 1er tour | 4-6, 6-3, 6-4, 7-5       |
| 4 | no 108 | Saint-Pétersbourg | 2006  | Moquette     | Jürgen Melzer   | no 39 | 1er tour | 3-6, 6-4, 6-3            |